# 格林埃克斯 (加利福尼亞州)
格林埃克斯（英語：Greenacres）是位於美國加利福尼亞州克恩縣的一個人口普查指定地區。

## 地理
格林埃克斯的座標為35°23′00″N 119°06′35″W / 35.38333°N 119.10972°W，而該地最高點為海拔高度116米（即381英尺）。

## 人口
根據2010年美國人口普查的數據，格林埃克斯的面積為5.160平方千米，當中陸地面積為5.160平方千米，而水域面積為0.000平方千米。當地共有人口5566人，而人口密度為每平方千米1,078人。